# Намора Гонсалвиш, Фернанду
Ферна́нду Намо́ра Гонса́лвеш (15 апреля 1919, Кондейша-а-Нова — 31 января 1989, Лиссабон) — португальский врач и писатель.

## Передача имени
Орфография «Гонсалвиш» передаёт один из нескольких вариантов бразильского произношения. Для персоналий Португалии точнее использовать вариант «Гонсалвеш».

## Жизнь и творчество
Родился в крестьянской семье. В 1942 году получил степень доктора медицины в Коимбрском университете, после чего работал сельским врачом в отдалённых областях страны, таких как Бейра-Байша и Алентежу, до 1950 года, когда был приглашён на работу ассистентом в Португальский онкологический институт в Лиссабоне.
Свой первый сборник стихов опубликовал в 1937 году, первый роман — в 1938; в общей сложности написал более 30 романов. В своих произведениях, некоторые из которых можно отнести к неореализму, поднимал темы социальных проблем в современных городах; в некоторых произведениях отражён его личный опыт участия в студенческих волнениях, работы сельским врачом, международных поездок. В 1981 году номинировался на Нобелевскую премию по литературе.